# Creativity Movement
Creativity Movement (bis 2002 auch: World Church of the Creator, vor 1996 Church of the Creator) ist eine rassistische Organisation, die die Ausweisung von Nicht-Weißen aus den USA fordert und den Holocaust leugnet. Sie war bis 2003 die am schnellsten wachsende rassistische Organisation in den USA und hat ihr Hauptquartier in East Peoria in Illinois. Die Organisation bezeichnet sich selbst als „Kirche“ und tritt für eine „Weiße Religion“ ein, genannt Creativity. Die World Church missioniert hauptsächlich über das Internet.
Die Creativity Movement ist durch Gewalttaten aufgefallen, darunter auch mehrere Morde und Brandstiftungen. Laut ihrem langjährigen Führer Matthew Hale seien diese von Einzeltätern begangen worden, die zur Tatzeit nicht mehr Mitglieder der Organisation waren. Hale selbst verbüßt seit 2004 eine 40-jährige Gefängnisstrafe wegen Anstiftung zum Mord an einer Richterin.

## Geschichte
Die Organisation wurde 1973 als Church of the Creator von Ben Klassen in Zusammenhang mit dessen Buch Nature’s Eternal Religion gegründet. 1993 übernahm Matthew Hale die Führung, die er bis zu seiner Verhaftung am 8. Januar 2003 innehatte. Er ergänzte 1996 den Namen um das Wort World, um den globalen Anspruch der Gruppe zu unterstreichen.
Ab 2000 versuchte die TE-TA-MA Truth Foundation’s Church of the Creator, die ihren Namen als Marke geschützt hatte, die World Church of the Creator zu einem Namenswechsel zu zwingen. Nachdem Hales Organisation in erster Instanz gewonnen hatte, gab die Richterin Joan Lefkow der TE-TA-MA Recht. Am 19. Dezember 2002 ließ Hale sich den Namen Creativity Movement als Marke schützen.
Hale versuchte Anthony Evola, der seit über zwei Jahren Mitglied der Organisation war, zum Mord an Lefkow anzustiften. Evola arbeitete aber als Informant für das FBI. Hale wurde am 8. Januar 2003 verhaftet und am 26. April 2004 zu 40 Jahren Haft verurteilt.
Seitdem hat das Creativity Movement sich von einer organisierten Gruppe zu einem losen und unkoordinierten Verbund weißer Rassisten entwickelt.

## Bedeutende Mitglieder
- George Burdi
- Craig Cobb
- April Gaede
- Matthew F. Hale
- Ben Klassen
- Kenneth Molyneaux